# Télévision analogique terrestre
La télévision analogique terrestre ou télédiffusion analogique désigne la technologie de télédiffusion exploitant un émetteur terrestre local ou la combinaison de plusieurs réseaux de transmission au sol, composé d'émetteurs maîtres ou « pilotes » et d'éventuels réémetteurs. Ce type réseaux exploite la modulation de type hertzienne et des signaux vidéo et audio de type analogique.
Bien que la télévision numérique terrestre (TNT) se substitue progressivement à cette technologie, certains pays comme la Turquie qui commence à l'adopter fin 2021 et d'autres pays en 2022 parmi lesquels Bangladesh, Belize, Burundi, Centrafrique, Comores, Dominique, Erythrée, Haïti, Irak, Jamaïque, Liban, Libye, Mauritanie, Nicaragua, République Dominicaine et Trinité-et-Tobago poursuivent la diffusion analogique sur leur territoire.

## Évolution des normes
Chronologiquement, la télévision exploite différentes solutions mécaniques pour capter et afficher les images vidéo. Les dispositifs exploitent un disque rotatif motorisé et percé d'orifices optiques, défilant devant le téléspectateur ; le même principe pour la caméra de prise de vues vidéo est exploité avant la diffusion.

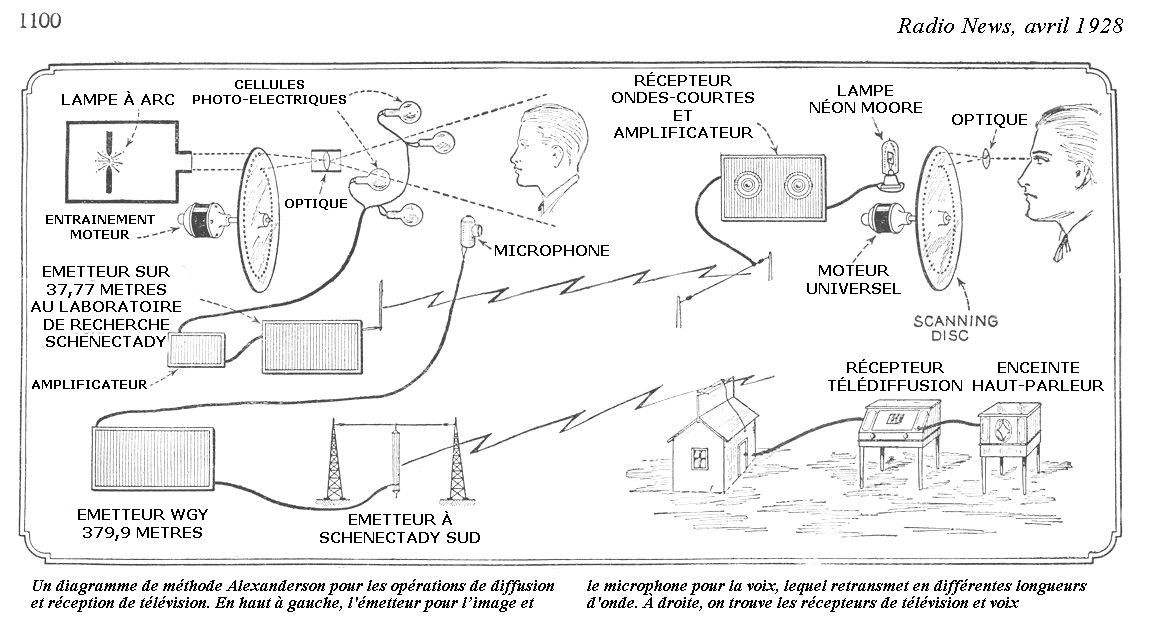
Les principes de la télévision mécanique, ancêtre du tube cathodique.

Antérieurement à l'exploitation des émissions en couleur, la télédiffusion doit être conforme à la norme et standard de télévision définie par l'International Telecommunication Union (ITU) et adoptée dans chaque pays, désignée par une lettre de l'alphabet, de « A » à « N ». Depuis les années 1950 et 1960, deux principales définitions noir et blanc à 525 lignes ou à 625 lignes dominent, même si la France ou le Royaume-Uni, exploitent en complément à partir des années 1950 et jusqu'aux années 1980, les normes à 819 lignes ou à 405 lignes.

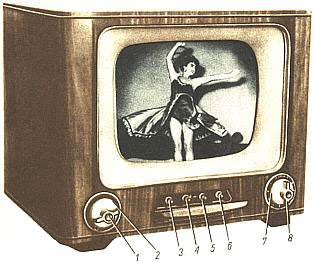
Récepteur analogique monochrome des débuts de la télévision électronique.

Les gammes du spectre radiofréquence destiné à la télédiffusion analogique sont historiquement la bande I en VHF, la bande III en VHF puis les bande IV et V en UHF.

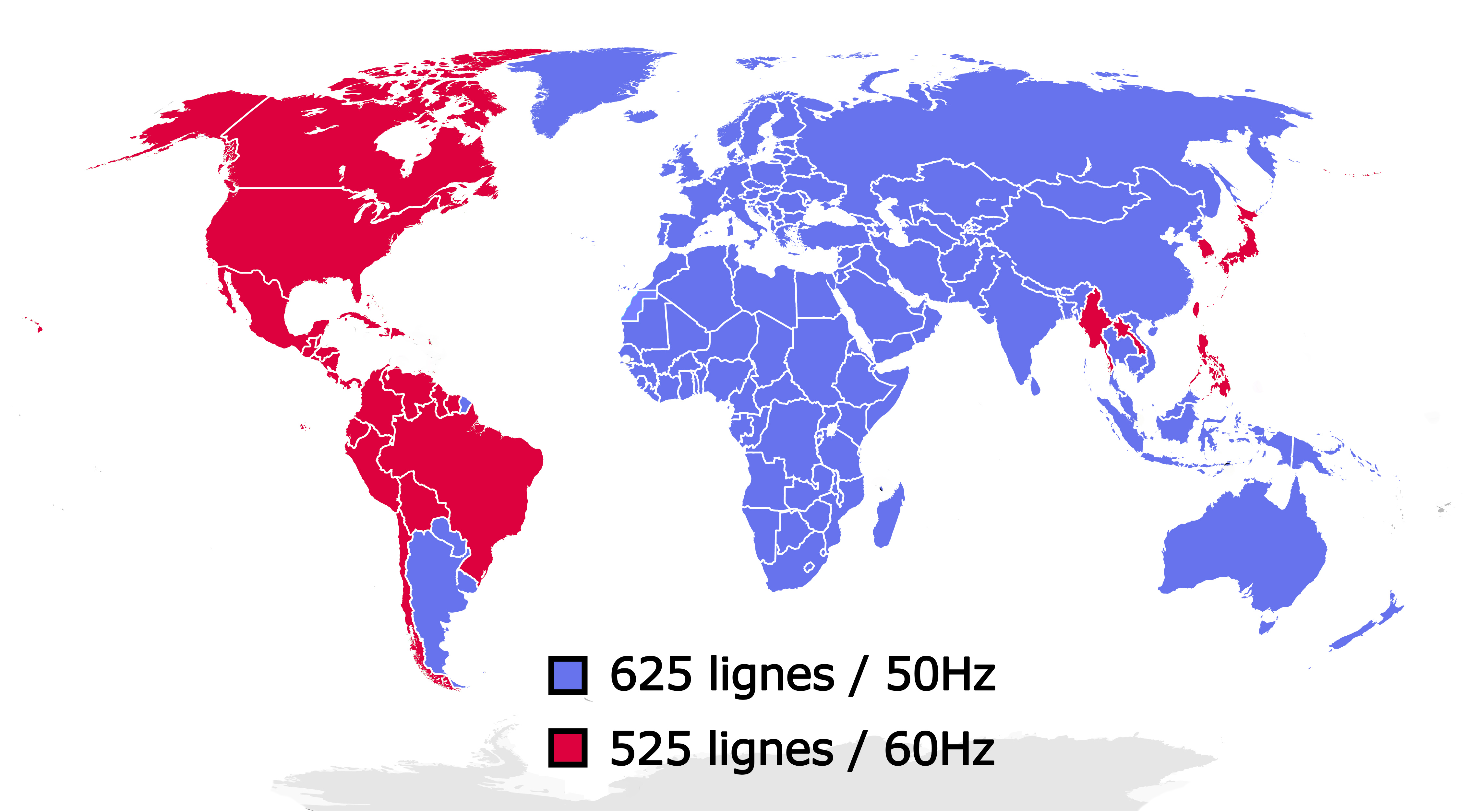
Carte mondiale de répartition par pays, du format de télévision et vidéo analogique, caractérisé par la définition et la fréquence du courant électrique local. Répartition en vigueur à partir de 1985. À ne pas confondre avec la norme de télédiffusion ou avec le standard couleur NTSC, PAL ou SÉCAM. Voir Fréquences des canaux de télévision

L'antenne de réception individuelle ou collective de type « râteau » permet de distribuer vers un ou plusieurs téléviseurs, le signal ou les signaux de chaque chaîne de télévision captée localement par l'intermédiaire d'un câble coaxial et d'éventuels composants passifs comme les pré-amplificateurs, répartiteurs, dérivateurs, coupleurs, filtres...

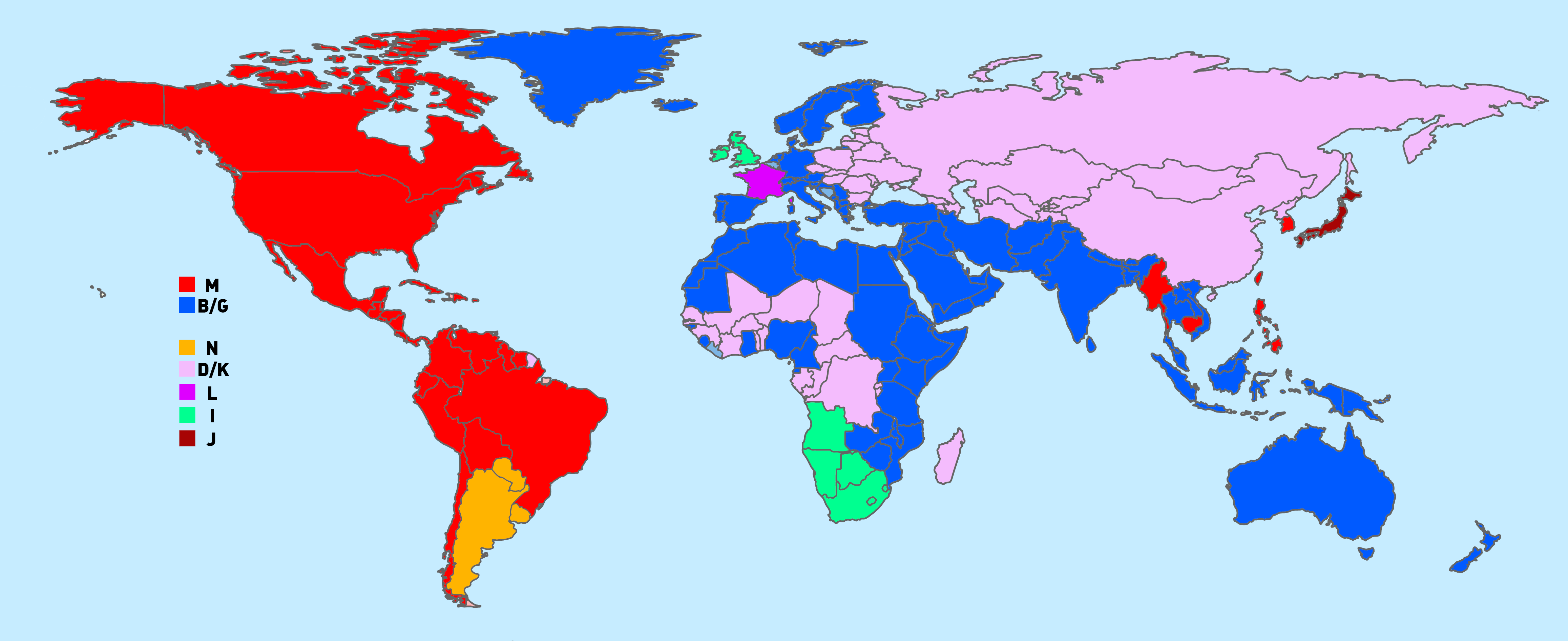
Carte mondiale de répartition par pays, des normes de télédiffusion analogique terrestre, symbolisées par une lettre. À ne pas confondre avec le standard couleur NTSC, PAL ou SÉCAM.

Avec l'apparition de la télédiffusion en couleur au milieu des années 1950, le codage NTSC pour les États-Unis d'Amérique, le Canada et le Japon vient s'ajouter à la modulation à 525 lignes noir et blanc. Au début des années 1960, le codage couleur français SECAM puis le codage allemand PAL sont déployés en Europe pour enrichir la norme à 625 lignes noir et blanc.
À partir de la fin des années 1990, la télédiffusion numérique remplace progressivement la modulation analogique, dans un premier temps par satellite et sur les réseaux câblés. À partir des années 2000 dans certains pays, les émetteurs commencent à diffuser en mode télévision numérique terrestre ou « TNT » conformément à la norme Digital Video Broadcasting.
Toutefois, selon des pays, l'abandon de la télédiffusion analogique se déroule durant plus de deux décennies. Ainsi, en Europe continentale, la Turquie est le dernier pays à commencer à l'exploiter, durant l'année 2021. En 2022, une quinzaine de pays n'ont toujours pas commencé la transition numérique de leur télédiffusion terrestre nationale ; Bengladesh, Belize, Burundi, Centrafrique, Comores, Dominique, Erythrée, Haïti, Irak, Jamaïque, Liban, Libye, Mauritanie, Nicaragua, République Dominicaine et Trinité-et-Tobago.

## Contexte historique
Dès l'apparition des premiers émetteurs de télévision, les chaînes historiques exploitent la diffusion en noir et blanc, par voie terrestre hertzienne analogique. Les normes caractéristiques de la modulation, des équipements et les conditions de réception locale peuvent avoir un impact sensible sur la qualité de réception en télévision terrestre.
Jusqu'aux années 1970, la plupart des pays d'Europe diffusent deux ou trois chaînes terrestres nationales, principalement publiques, à l'exception du Royaume-Uni, de Monaco et du Luxembourg où des chaînes privées sont lancées dès les années 1950. Au début des années 1980, plusieurs pays réforment la règlementation audiovisuelle, autorisant la diffusion de nouvelles chaînes terrestres nationales ou locales, notamment des chaines privées complémentaires.
Certains pays conservent la télédiffusion analogique terrestre comme mode de retransmission principal jusqu'au milieu des années 1990, dont par exemple le Royaume-Uni, la France, l'Espagne, l'Italie ou le Japon. Ces pays retransmettent sur le réseau terrestre, les chaînes publiques ou privées nationales, régionales ou locales ainsi que des chaînes thématiques.
À partir de la fin des années 1990, la télédiffusion numérique remplace progressivement la modulation analogique, dans un premier temps par satellite et sur les réseaux câblés, puis sur les émetteurs terrestres où la télévision numérique terrestre où la « TNT » commence à être exploitée au début des années 2000, pour remplacer progressivement la télévision analogique terrestre.

## Chaque pays adopte un développement spécifique

### En Europe
En Europe, la décennie 1980 connaît une multiplication des chaînes hertziennes, publiques et privées nationales, régionales ou locales. Par exemple, la France passe de l'offre limitée à trois chaînes nationales publiques en 1980, à sept chaînes nationales, dont quatre chaînes privées, en 1988 : TF1, Antenne 2, FR3, Canal+, La Cinq, TV6 / M6 et La Sept / Arte. En 1984, la France est le premier pays à exploiter une chaîne nationale payante cryptée par voie hertzienne terrestre : Canal+.
En Italie, depuis l'année 1976 avec la libéralisation des ondes, le pays connaît une considérable multiplication des chaînes, principalement privées, commerciales et locales; on dénombre alors plus d'un millier de chaînes hertziennes privées et locales, réparties sur tout le territoire italien.
Certains pays européens choisissent de développer la télévision analogique par câble comme moyen principal de réception TV, à partir des années 1970 et 1980, parmi lesquels les Pays-Bas, la Belgique et la Suisse, tout en maintenant la télédiffusion terrestre. De son côté, l'Allemagne privilégie au début des années 1990 la télédiffusion par satellite en clair, en complément de son réseau terrestre.
À partir de la fin des années 1990, la télédiffusion numérique remplace progressivement la modulation analogique, dans un premier temps par satellite et sur les réseaux câblés, puis sur les émetteurs terrestres où la télévision numérique terrestre « TNT » commence à être exploitée au début des années 2000.

### Aux États-Unis
Aux États-Unis, la télévision par câble connaît une forte croissance à partir du milieu des années 1970 et des années 1980, pour devenir un mode de réception télévisuel dominant à partir des années 1990. En 1992, une étude fait état que près de 60 % des foyers américains seraient abonnés à un service de télévision par câble. Toutefois, le réseau terrestre analogique reste puissant, en retransmettant notamment les chaînes nationales ou réseaux « networks » : NBC, CBS, ABC, Fox, UPN, The WB, PBS ainsi que les chaînes locales.
Aux Etats-Unis, le passage complet au numérique des chaînes terrestres s'effectue le 12 juin 2009, conformément aux directives de l'Autorité de régulation FCC.

#### Concurrence avec le câble, l'IPTV et attrait des offres gratuites
La télévision par câble aux États-Unis subit une certaine concurrence avec les offres payantes par satellite, notamment à partir de la fin des années 1990. À partir des années 2000, le câble est principalement concurrencé par l'IPTV. La télévision par câble, prépondérante en termes d'audience depuis le début des années 1990 est dépassée par l'IPTV, à partir des années 2010.
Les difficultés des câblo-opérateurs face à l'offre des chaînes gratuites de la TNT, par satellite et sur IPTV, sont caractérisées par une étude publiée aux États-Unis en 2013 qui marque la pire année pour la télévision. Ainsi, le modèle économique du câble américain proposant notamment des prix trop élevés, commence à engendrer un impact sur le modèle économique des câblo-opérateurs. En 2021, une étude met en évidence que le public souhaite privilégier les offres télévisuelles gratuites, ce qui permet aux acteurs de l'hertzien terrestre de résister, en complément d'un abonnement internet et des nouvelles plateformes de vidéo à la demande comme Netflix.

## Principes techniques
Le signal vidéocomposite ou CVBS exploité en télédiffusion analogique connait différentes définitions et deux cadences d'image par seconde. Ce signal est complété par un signal audio, lui même modulé avec des caractéristiques spécifiques, soit en modulation de fréquence, soit en modulation d'amplitude et par une fréquence sous-porteuse complémentaire à celle qui véhicule le signal vidéo.
Selon l'Union internationale des télécommunications (UIT- ITU), une lettre permet d'identifier le système de modulation des signaux de télédiffusion.
La liste ci-après détermine, la gamme de fréquences (VHF - UHF), la résolution image, le ou les pays qui l'adoptent ainsi que la période d'exploitation de chaque norme.
Avant la normalisation :
- 441 lignes = VHF - Allemagne, Etats-Unis, France, Italie (1935-1956) ;
- 455 lignes = VHF - France, Italie (1938-1942).

Normalisation UIT-ITU : 
- A = VHF 405 lignes - Royaume-Uni (1936-1985) ;
- B = VHF+UHF 625 lignes - (Europe) EBU-UER, Asie, Afrique, Australie (1950-) ;
- C = VHF 625 lignes - Belgique, Italie, Hollande, Luxembourg - VHF - (1953-1978) ;
- D = VHF-UHF 625 lignes - Australie, Outremer, Europe de l'Est, Chine (1948-) ;
- E = VHF 819 lignes - France / Monaco / Vatican (1948-1984) ;
- F = VHF 819 lignes - Belgique / Luxembourg (1953-1983) ;
- G = UHF 625 lignes - (Europe) EBU-UER, Asie, Afrique (1961-) ;
- H = UHF 625 lignes - (Europe) Belgique, Pays de l'Est, Malte (1961-) ;
- I = VHF+UHF 625 lignes - Irlande, UK, Hong Kong, Macao, Falkland et Afrique du sud (1962-2002) ;
- J = VHF+UHF 525 lignes - Japon - Asie (1950-2011) ;
- K/K1 = UHF 625 lignes - Australie, Outremer, Europe de l'Est, Chine (1961-) ;
- L = VHF-UHF 625 lignes - France, Monaco, Luxembourg (1961-2011) ;
- M = VHF+UHF 525 lignes - Amérique, Asie (1941-2015) ;
- N = UHF 625 lignes - Amérique du Sud (1951-).

## Standards couleur: NTSC, Sécam et PAL
En complément des normes de télévision analogique noir et blanc les plus répandues 525 lignes et 625 lignes, un signal de codage couleur peut être ajouté au signal vidéocomposite.

### NTSC: National Television System Committee
Développé aux États-Unis, il est le premier standard de télévision national en couleurs exploité commercialement. Les retransmissions publiques débutent officiellement en 1954 notamment avec les téléviseurs couleurs mécaniques de brevets RCA remplacés l'années suivante par des équipements entièrement électroniques.
En Amérique du nord, le standard NTSC est associé à la norme noir et blanc existante, la norme M.
| lignes/nombre de trames    | 525/60 puis 525/59.94   |
| fréquence horizontale      | 15.75 puis 15.73425 MHz |
| fréquence verticale        | 60 puis 59.94 Hz        |
| fréquence porteuse couleur | 3.579545 MHz            |
| largeur de bande vidéo     | 4.2 MHz                 |
| porteuse audio             | 4.5 MHz (FM)            |

## Cadence image et résolution
Le nombre d’images par seconde est respectivement de 25 et 30 (ou 29,97).
En Europe, la période d’une image est fixée à 40 ms. Celle d’une trame s'élève donc à 20 ms (Europe) ou 1/64. La fréquence de balayage ligne est donc de 625 x 25, soit 15 625 Hz ou une période de 64 μs. Pour une image vidéo au format de proportion 4/3, le nombre de points par ligne est de 625 x 4/3, soit 833 points.
Le maximum de bande passante est atteint lorsque les points noirs et blancs sont alternés, créneau dont la fréquence est la moitié des points transmis :
833/2 points x 625 lignes x 25 images par seconde = 6,5 MHz
En théorie, ce créneau nécessiterait la retransmission complémentaire d'une dizaine d'harmoniques pour être restitué. En pratique, on observe de grandes zones uniformes qui induisent des fréquences plus faibles.
Le temps entre deux points d'une ligne est de τ =(1/625) x (3/4) x 64 μs ; la bande passante d'un système du premier ordre dont le temps de montée à 90 % donne 2,3 x τ soit une bande passante de 2,3 / (2 x π x τ ) = 4,77 MHz environ qui est une valeur théorique plus proche de la réalité.
Le temps réservé au retour de balayage est utilisé pour transmettre des impulsions assurant la synchronisation des cycles de balayage entre émetteur et récepteur. Ces signaux sont composés de plusieurs phases appelées :
- pré-égalisation ;
- synchro trame ;
- post-égalisation.

Afin de contrôler la qualité d’une télédiffusion analogique, certains paramètres quantifiables ont été définis ; ils permettent de mesurer la présence de distorsions linéaires ainsi que le niveau de bruit introduit par la retransmission.
Pour évaluer et éventuellement corriger les performances d’un système de diffusion / réception, plusieurs lignes du signal vidéocomposite sont exploitées pour transmettre certains signaux de contrôle, parmi lesquelles, les « lignes test ».
Ces données permettent de caractériser le réseau et sont insérées au début de la chaîne de transmission, pendant l'intervale de suppression de trame. Ces signaux subissent donc les mêmes dégradations que l’image.

## Le signal vidéocomposite
Un signal vidéo est constitué de plusieurs parties :
- l'information de luminance d'une dynamique de 700 mV ;
- la synchronisation ligne, impulsion de 300 mV ;
- l'information de chrominance (restitution de la couleur) ;
- une salve « burst » de synchronisation pour la sous porteuse chrominance ;
- des informations de synchronisation trame dans certaines lignes.

Sous une charge normalisée 75 Ω, l'amplitude crête à crête d'un signal vidéo est 1 V.
La durée d'une ligne est de 64 μs, soit 15 625 Hz.
Le signal utile dure 52 μs, la synchronisation utilise donc 12 μs.

## Modulation et signaux couleur
Au signal vidéocomposite monochromatique ou noir et blanc, s'ajoutent éventuellement les signaux de couleur, par l'ajout d'une sous-porteuse modulée afin de constituer un nouveau signal vidéocomposite de type « CVBS » (Composite Video Baseband Signal). Pour la télédiffusion en couleur, l’image est retransmise sous la forme de deux informations complémentaires : la luminance (Y) qui exprime la luminosité comprenant les contours des formes visualisées et la chrominance (C), porteuse de l’information couleur.
Pour des raisons de compatibilité avec les normes antérieures, l’adjonction de la couleur doit être exploitée de façon à ne pas perturber le fonctionnement d’un téléviseur noir et blanc. Cette information chromatique doit donc respecter le canal de 8 MHz déjà occupé déjà par 5 MHz ou 6 MHz de luminance vidéo ainsi que la sous-porteuse audio associée incluse.
Le signal de luminance (Y) est la combinaison linéaire des trois couleurs primaires rouge, vert et bleu. Cette information composant le signal noir et blanc, deux signaux complémentaires sont nécessaires afin de transmettre la couleur : signaux de chrominance bleu (Cb) et rouge (Cr).
- Y = 0,587V + 0,299R + 0,114B
- Cb = 0,886 (B – Y)
- Cr = 0,713 (R – Y)

## Modulation et MA-BLR pour les émetteurs
Le signal vidéocomposite couleur occupe une largeur de bande d'environ 5 MHz ou 6 MHz selon la norme exploitée. En modulation d'amplitude (MA) à double bande, ce signal couleur « bande de base », la porteuse HF est censée occuper théoriquement 10 MHz de bande passante. Toutefois, l'une des deux bandes peut être supprimée, en raison de la redondance de certains signaux que chacune d'elles véhicule.
Il est donc possible d'émettre l'information en bande latérale unique, AM-BLU (en anglais AM-SSB). Toutefois, le signal vidéocomposite exploite certaines données aux fréquences basses, auxquelles l'œil humain est très sensible. De plus, le coût et la complexité industrielle pour réaliser des filtres aux fréquences de coupure efficace, sans distorsion de temps de groupe, obligent à exploiter le système à bande latérale réduite ou MA-BLR. Cette modulation est donc utilisée sur les émetteurs de télévision hertzienne (en France, TDF).
```
         △                △
         |────────────    │
        ╱│            ╲   │ Audio
       ╱ │             ╲  │
      ╱  │  Vidéo       ╲ │ 
     ╱   │               ╲│
 ────────┼────────────────┼───> f [MHz]
   1,25  fp              6,5 
```

Dans le cas de la MA-BLR, une bande latérale entière est émise ainsi qu'une partie de la seconde appelée talon. À la réception (dans le téléviseur), il faut s'assurer que la zone latérale réduite n'apparaît pas avec une amplitude double au niveau du démodulateur. Afin de s'affranchir de ce problème, on utilise un filtre à flanc de Nyquist normalisé, le principe consiste à transmettre la moitié du signal sous la porteuse et la moitié au-delà sur une certaine bande de fréquence. Dans la plupart des cas, le signal est traité à une fréquence intermédiaire de 38,9 MHz (sous-porteuse image).
En réception, le signal est transposé à 38,9 MHz et le spectre peut se trouver inversé si la fréquence de l'oscillateur est supérieure à celle du canal (transposition supradyne) ; cette FI est filtrée par un filtre à ondes de surface (FOS) qui récupère uniquement le signal vidéo (par exemple K6257K de Siemens Matsushita S+M) la bande passante est de 5 MHz environ ; les pertes sont d'environ 6 dB à 38,9 MHz et 33,9 MHz. Une réjection importante est présente à 32,4 MHz pour un FOS adapté au standard L, cela représente une fréquence 6,5 MHz avant la porteuse image située à 38,9 MHz ; cette réjection est située sur la sous-porteuse son.
Le modulateur MA-BLR exploite un circuit intégré à modulation double bande en fréquence intermédiaire 38,9 MHz. Cette fréquence normalisée est ensuite filtrée par un filtre électronique au gabarit spécifique, dont le flanc est identique mais dont la bande passante inférieure est plus importante, afin de laisser passer les différentes sous-porteuses audio qui sont 6,5 MHz pour la monophonie et 5,85 MHz pour la sous-porteuse NICAM.
Le signal MA-BLR subit ensuite une double transposition ; la première exploite une fréquence intermédiaire (FI) plus élevée de 900 MHz par exemple, afin de pouvoir utiliser un FOS gsm. La seconde transposition est accordable en UHF. La raie de transposition est alors 900 MHz au-delà de la raie utile et donc plus facile à filtrer que dans une transposition simple où une raie résiduelle parasite subsisterait 38,9 MHz de part et d'autre du signal utile.

## Normes et modulations en fonction des pays
| Standard             | B/G                   | D            | L/L'        | M (Canada-États-Unis) |
| -------------------- | --------------------- | ------------ | ----------- | --------------------- |
| VHF bande I          | 47-68 MHz             | 48,5-100 MHz |             | 54-88 MHz             |
| VHF bande III        | 174-230 MHz           | 174-230 MHz  |             | 174-216 MHz           |
| UHF bande IV & V     | 470-853 MHz           |              | 471-855 MHz | 470-890 MHz           |
| Écart image/son      | 5,5 MHz               | 6,5 MHz      | 6,5 MHz     | 4,5 MHz               |
| Largeur du canal     | 7 MHz (B) ; 8 MHz (G) | 8 MHz        | 8 MHz       | 6 MHz                 |
| Déviation FM / son   | FM, 50 kHz            | FM, 50 kHz   | AM          | FM, 25 kHz            |
| Nombre de lignes     | 625                   | 625          | 625         | 525                   |
| Fréquence ligne      | 15 625 Hz             | 15 625 Hz    | 15 625 Hz   | 15 750 Hz             |
| Bande passante vidéo | 5 MHz                 | 6 MHz        | 5 MHz       | 4,2 MHz               |
| Durée d’une ligne    | 64 µs                 | 64 µs        | 64 µs       | 63,5 µs               |
| Durée trame          | 20 ms                 | 20 ms        | 20 ms       | 16,667 ms             |

## Offre de chaînes en télédiffusion analogique terrestre
En fonction des pays, la télédiffusion terrestre prédomine jusqu'à l'arrivée du câble, des offres par satellite et de l'IPTV, à partir des années 1990 et 2000.
Ci-après une liste non exhaustive des chaînes principales, nationales ou régionales, publiques ou privées, qui étaient diffusées sur la télévision analogique terrestre dans divers pays européens avant leurs transitions vers la télévision numérique terrestre dans les années 2000.

### Allemagne
Au début des années 1990 et plus précisément à compter de sa réunification, l'Allemagne revoit sa couverture hertzienne et privilégie la télédiffusion par satellite ainsi que la télédistribution collective ou le câble. Toutefois, notamment dans l'ancienne République démocratique allemande, la diffusion hertzienne est maintenue dans tous les Länder.
- Das Erste
- ZDF
- SWR Fernsehen

### Espagne
- TVE 1 (puis La 1)
- TVE 2 (puis La 2)[16]
- Antena 3
- Canal+ (chaîne payante, avec des plages en clair à certaines heures). Ce canal analogique diffusera ensuite à partir de 2005 la chaîne Cuatro quelque temps avant la transition complète vers la TNT Espagnole.
- Telecinco
- La Sexta
- Chaînes régionales
- Chaînes locales

La TNT espagnole est lancée en 2005 pour remplacer progressivement la télévision analogique terrestre.

### France
- TF1
- France 2
- France 3
- Canal+ (chaîne payante, avec des plages en clair à certaines heures)
- France 5 (de 3 h à 19 h) / Arte (de 19 h à 3 h)
- M6
- Chaînes locales, notamment diffusées dans certaines grandes villes.

Les chaînes TV analogiques terrestres sont diffusées en France dans la norme L 625 lignes et au standard SÉCAM. Elles sont aussi présentes par satellite depuis les années 1980 sur les satellites Telecom 1 et Telecom 2, notamment pour couvrir les zones mal ou pas desservies par les émetteurs hertziens terrestres.
Deux chaînes périphériques sont reçues dans certaines régions : la chaîne monégasque Télé Monte-Carlo reçue dans le sud-est de la France et la chaîne luxembourgeoise RTL9 (anciennement Télé Luxembourg / RTL Télévision / RTL TV) reçue dans le nord-est. Les deux états frontaliers (Principauté de Monaco et Grand-Duché de Luxembourg) passent des accords avec la France, pour émettre leur chaîne francophone, pour leur permettre une plus large zone de diffusion dans les régions françaises frontalières couvertes.
La TNT française est lancée en 2005 pour remplacer progressivement la télévision analogique terrestre.
La loi du 5 mars 2007 fixe le 30 novembre 2011 comme date d'arrêt de la diffusion analogique hertzienne terrestre de la télévision. Toutefois cette opération ne donnera pas lieu à un arrêt général et simultané, mais sera conduite région par région à partir de 2009.
La dernière région à stopper la diffusion TV analogique est le Languedoc-Roussillon, le 29 novembre 2011.

### Italie
- Rai 1
- Rai 2
- Rai 3
- Rete 4
- Canale 5
- Italia 1
- TMC (devient LA7 en 2001)
- TMC 2 (devient MTV Italia en 2001)
- Tele+ Nero et Tele+ Bianco (chaînes payantes, avec des plages en clair à certaines heures)
- Chaînes locales dont certaines diffusent des programmes nationaux par syndication.

Au milieu des années 1970, la libéralisation du monopole d'état fait naitre des centaines de chaînes privées locales dans toute l'Italie,.
La TNT italienne est lancée en 2003 pour remplacer progressivement la télévision analogique terrestre. Le dernier répéteur avec des signaux analogiques, présent en Sicile, passe au numérique le 4 juillet 2012.

### Royaume-Uni
- BBC One
- BBC Two
- ITV
- Channel 4
- Channel 5
- Chaînes locales

Les chaînes nationales publiques et privées ont également des décrochages régionaux.
Durant la période analogique terrestre, les chaînes payantes du groupe Sky, similaire à Canal+ en France, sont diffusées uniquement par satellite et pas en diffusion terrestre.
La TNT Britannique « DTT Freeview » est lancée en 2002 pour remplacer progressivement la télévision analogique terrestre.

### Suisse
À la fin des années 2010, le service public de la télévision Suisse abandonne progressivement la télédiffusion hertzienne pour privilégier la télédistribution par satellite, par câble ainsi que l'IPTV mais une offre privée de télévision hertzienne terrestre en clair se substitue au télédiffuseur historique à partir de 2019. Voir : Télévision numérique terrestre en Suisse.
- TSR 1 (puis RTS Un)
- TSR 2 (puis RTS Deux)
- 3sat
- SF 1 (puis SF Eins / SRF 1)
- SF 2 (puis SF Zwei / SRF Zwei)
- SF Info (puis SRF Info)
- TSI 1 (puis RSI La 1)
- TSI 2 (puis RSI La 2)